# Joe Shulman
Joe Shulman (12. září 1923 New York – 2. srpna 1957 New York) je americký jazzový kontrabasista. Svou profesionální kariéru zahájil v roce 1940 u Scata Davise. V roce 1942 hrál u kapelníka Lese Browna a následujícího roku vstoupil do armády. Zde se stal členem vojenské kapely Glenna Millera a hrál také s Djangem Reinhardtem. V letech 1948 až 1950 doprovázel zpěvačku Peggy Lee. Během své kariéry spolupracoval s mnoha dalšími hudebníky, mezi něž patří například Claude Thornhill, Miles Davis a Buddy Rich. V roce 1954 se oženil s klavíristkou Barbarou Carroll.